# At War with Reality
At War with Reality är At the Gates femte studioalbum, släppt 2014, via Century Media Records. Det är första skivan efter bandet återförenades 2012 och sista skivan med originalgitarristen Anders Björler. 

## Låtlista
All sångtext är skriven av Tomas Lindberg utöver noterat, alla låtar är komponerade av Anders Björler and Jonas Björler.
| Nr           | Titel                                                          | Längd |
| ------------ | -------------------------------------------------------------- | ----- |
| 1.           | El Altar del Dios Desconocido ("The Altar of the Unknown God") | 1:06  |
| 2.           | Death and the Labyrinth                                        | 2:33  |
| 3.           | At War with Reality                                            | 3:09  |
| 4.           | The Circular Ruins                                             | 4:28  |
| 5.           | Heroes and Tombs                                               | 3:59  |
| 6.           | The Conspiracy of the Blind                                    | 3:19  |
| 7.           | Order from Chaos                                               | 3:26  |
| 8.           | The Book of Sand (The Abomination)                             | 4:28  |
| 9.           | The Head of the Hydra                                          | 3:38  |
| 10.          | City of Mirrors (instrumental)                                 | 2:06  |
| 11.          | Eater of Gods                                                  | 3:51  |
| 12.          | Upon Pillars of Dust                                           | 2:39  |
| 13.          | The Night Eternal                                              | 5:37  |
| Total längd: | Total längd:                                                   | 44:16 |

## Medverkande
Info från skivans liner notes.
| At the Gates - Tomas Lindberg – sång - Anders Björler – gitarr - Martin Larsson – gitarr - Jonas Björler – elbas - Adrian Erlandsson – trummor | Produktion - Costin Chioreanu – Omslag, design - Jens Bogren – Mixing, Mastering - Fredrik Nordström – producent, inspelning - Henrik Udd – inspelning - Johan Henriksson – inspelning, redigering | El Altar del Dios Desconocido - Anton Reisenegger – spoken word - Danny Biggin – insplening - Charlie Storm – Mixing |